# Rumohra miyakei
Rumohra miyakei là một loài dương xỉ trong họ Dryopteridaceae. Loài này được H. Itô mô tả khoa học đầu tiên năm 1935.
Danh pháp khoa học của loài này chưa được làm sáng tỏ. 